# Йованович, Звездан
Звездан Йованович (серб. Звездан Јовановић; род. 19 июля 1965, Печ) — бывший заместитель командира Подразделения по специальным операциям, осуждённый за убийство премьер-министра Сербии Зорана Джинджича.

## Биография

### Югославские войны
Родился 19 июля 1965 года в городе Печ (Косово и Метохия). Семья переселилась в Чачак спустя 10 лет, там Звездан окончил в 1983 году школу и ПТУ. Работал слесарем, изготавливал замки. Среди одноклассников особо не выделялся ничем. В 1991 году вступил в Сербскую добровольческую гвардию Желько Ражнатовича и познакомился с Милорадом Улемеком. Участвовал в Боснийской и Косовской войнах; в конце 1990-х годов был заместителем командира Подразделения по специальным операциям, известным как «Красные береты». Дослужился до звания подполковника. Считался одним из лучших стрелков в отряде. По некоторым данным, активно сотрудничал с Франко Симатовичем, одним из опытных работников Службы Управления государственной безопасности, работал под руководством Йовицы Станишича.

### Убийство Зорана Джинджича
В ноябре 2001 года Йованович участвовал в бунте, поднятом Подразделением по специальным операциям: спецназовцы пытались добиться отставки главы МВД Душана Михайловича и передачи подразделения исключительно под контроль премьер-министра Югославии, должность которого занимал Зоран Джиндижч. После переговоров с властями требования протестовавших бойцов были удовлетворены. Однако 12 марта 2003 года перед зданием Правительства Сербии Джинджич был застрелен Йовановичем из снайперской винтовки HK G3. Одна пуля угодила в сердце и прошла сквозь живот, другая ранила телохранителя Милана Веруовича и рикошетом попала в бедро Джинджичу. Министр скончался в больнице от полученных ранений.
Йованович, стрелявший из здания Завода по фотограмметрии, сбежал с места преступления немедленно, но 25 марта во время полицейской операции «Сабля» был арестован. Арест повлёк за собой и роспуск Подразделения по специальным операциям. Изначально Йованович сознался в убийстве и мотивировал это тем, что Джинджич выдавал Гаагскому трибуналу лиц, невиновных в преступлениях против гражданского населения в Югославии. Позднее Йованович отказался от своих слов, заявив, что его заставили оговорить себя.
23 мая 2007 года Йованович был осуждён Белградским специальным судом по борьбе с организованной преступностью на 40 лет лишения свободы за покушение на убийство и убийство высшего представителя власти. В последнем слове он всё-таки заявил, что признаёт свою вину, но не раскаивается в совершённом преступлении.
Против Йовановича также возбудили уголовное дело по факту попытки государственного переворота в 2001 году, коей признали бунт Подразделения по специальным операциям, однако 14 июня 2019 года окончательно сняли все обвинения, поскольку прокуратура не собрала достаточно обвинительных доказательств.

## Мнения
Лидер Сербской радикальной партии Воислав Шешель сравнил поступок Звездана Йовановича с сараевским убийством эрцгерцога Франца Фердинанда и сказал, что Йованович заслужил ту же славу и почёт в сербской истории, что и Гаврило Принцип.